# Femke Soetenga
Femke Soetenga (* 26. Januar 1980 in Steinheim, Nordrhein-Westfalen, Deutschland) ist eine deutsch-niederländische Musicaldarstellerin.

## Biografie
Femke Soetenga wurde im nordrheinwestfälischen Steinheim geboren und wuchs in den Niederlanden auf. Dort studierte sie in Nijmegen Kommunikationswissenschaften. Wenig später besuchte sie dann die Musikhochschule in Rotterdam, wo sie erfolgreich ihr Studium im Schwerpunkt Musiktheater absolvierte. Nach einigen Engagements in den Niederlanden zog es Soetenga wieder nach Deutschland, wo sie im Musical Tanz der Vampire im Ensemble und als Magda auf der Bühne stand. Weitere Hauptrollen in Musicals wie Chess oder Jekyll & Hyde folgten. Außerdem arbeitet sie als Dozentin für Gesang, Schauspiel und Musical.
Seit 2015 ist Femke Soetenga Schirmherrin von Hope Integrated e.V., einem Verein, der sich für eine Grundschule in Kilifi (Kenia) einsetzt.
Im Jahr 2020 brachte Soetenga ihr erstes Buch, Der Käsekuchenmann, mit selbstgeschriebenen Kurzgeschichten über ihren Alltag als Musicaldarstellerin heraus.

## Engagements
- 2000: Im Ensemble bei Miss Saigon, Cats und Les Miserables, Stichting Musical Vught
- 2000: Betty in Sunset Boulevard, Stichting Musical Vught
- 2001: Leata, Margareth Maid in Hair, St. Theaterplan Eindhoven
- 2001: Sophie, in Waar een Prilleke is..., St. Udense Musical
- 2002: Joanne in Rent, Education in Music & Dance Rotterdam
- 2003: Swing in The Sound of Music, Nationale Tour Holland
- 2003–2006: Madga, Ensemble in Tanz der Vampire, Neue Flora Hamburg
- 2006: Woman 1 in Songs For A New World, Cap San Diego Hamburg
- 2007: Florence in Chess, Theater Nordhausen
- 2008–2010: Lucy Harris in Jekyll & Hyde, Staatsoperette Dresden
- 2008: Edeltraut in Titanixen, Fliegende Bauten Hamburg
- 2008–2010: Florence in Chess, Staatsoperette Dresden
- 2008–2010: Florence in Chess, Aalto-Theater Essen
- 2009: Soulgirl in Jesus Christ Superstar, Thunerseespiele
- 2010: Lucy Harris in Jekyll & Hyde, Theater Nordhausen
- 2010: Milady de Winter in 3 Musketiere, Freilichtspiele Tecklenburg
- 2010–2011: Grizabella in Cats, Deutschland-Tournee
- 2011: Maria Magdalena in Jesus Christ Superstar, Freilichtspiele Tecklenburg
- 2011: Polly Baker in Crazy for You, Theater Nordhausen
- 2011–2013 Mrs. Danvers in Rebecca, Palladium Theater im SI-Centrum, Stuttgart
- 2012–2014: Magenta in The Rocky Horror Show, Staatsoperette Dresden
- 2012–2015: Mina Murray in Dracula (Frank Wildhorn), Stadttheater Pforzheim
- 2013: Amneris in Aida (Musical), Theater Nordhausen
- 2013: Uschi in Der Schuh des Manitu (Musical), Freilichtspiele Tecklenburg
- 2013: Luisa Vampa in Der Graf von Monte Christo (Musical), Freilichtspiele Tecklenburg
- 2014: Kathy Selden in Singin’ in the rain (Musical), Theater Nordhausen
- 2014–2016: Eva Perón in Evita (Musical), Staatsoperette Dresden
- 2014–2015: Florence Vassy in Chess (Musical), Stadttheater Pforzheim
- 2015: Kathy Selden in Singin’ in the rain (Musical), Theater Rudolstadt
- 2015: Nellie Lovett in Sweeney Todd (Musical), Stadttheater Pforzheim
- 2015: „Michaela“ in The Stairways to Heaven, Freilichtspiele Schwäbisch Hall
- 2015–2016: Die Päpstin (Titelrolle), Theater Nordhausen
- 2015–2016: Anita in West Side Story, Theater Lübeck
- 2016: Magenta in The Rocky Horror Show, Staatsoperette Dresden
- 2016: Laura Castelli in Don Camillo und Peppone, Theater St. Gallen
- Seit 2017: Laura Castelli in Don Camillo und Peppone, Ronacher Theater Wien
- 2018–2019:  Lucy Harris in Jekyll and Hyde, Mecklenburgisches Staatstheater
- Seit 2020:  Florence Vassy, Fredericks Geliebte / Assistentin in Chess - The Musical, Mecklenburgisches Staatstheater
- Seit Oktober 2021: Florence Vassy in Chess – The Musical, Stadttheater Bremerhaven
- 2022–2023: Eva Perón in Evita (Musical), Stadttheater Pforzheim

## Auszeichnungen
- 2010: 2. Platz Darstellerin für 3 Musketiere, Leserwahl von musicals – Das Musicalmagazin
- 2010: DaCapo Award für Beste Hauptdarstellerin in einem Short-Term-Musical für 3 Musketiere
- 2013 DaCapo Award für Schönste Weibliche Musicalstimme
- 2014 DaCapo Award für Beste Hauptdarstellerin in einem Short-Term-Musical für Dracula